# Wilstedt
Wilstedt település Németországban, azon belül Alsó-Szászország tartományban. Lakosainak száma 1781 fő (2023. december 31.).

## Népesség
A település népességének változása:
| Lakosok száma | 1731 | 1719 | 1752 | 1739 | 1771 | 1781 |
|               | 2016 | 2017 | 2019 | 2021 | 2022 | 2023 |